# Parupeneus signatus
 Parupeneus signatus és una espècie de peix de la família dels múl·lids i de l'ordre dels perciformes.

## Morfologia
Els mascles poden assolir els 50 cm de longitud total.

## Distribució geogràfica
Es troba al Pacífic occidental: des del nord d'Austràlia fins a Papua Nova Guinea i, també, al nord de Nova Zelanda.